# Sikkim (Film)
Sikkim ist ein Dokumentarfilm von Satyajit Ray aus dem Jahr 1971.

## Inhalt
Der Film stellt Sikkim anhand seiner geografischer Lage zwischen China, Indien, Nepal und Bhutan vor. Neben den Gipfeln des Himalaya, insbesondere des Kanchenjangha, prägt der Fluss Tista mit seinen Nebenflüssen Rangit, Rangpo, Lachen und Lachung die Landschaft. In der Pflanzenwelt mit ihren Wäldern und berühmten Rhododendronbäumen werden auch Kulturpflanzen wie Kardamom, Orangen, Weizen, Gerste, Kartoffeln, Mais und Reis angebaut. Beispielhaft zeigt der Film das Leben der Landbevölkerung, etwa 90 % der Gesamtbevölkerung von 200.000 Menschen, in den Tälern Sikkim und das Leben der Bevölkerungsgruppen Lepchas, Nepalesen, Tibeter und Bhutias in den Städten Namchi und Gangtok. Die Religion des Landes ist vom Mahayana-Buddhismus und vielen Klöstern geprägt, bei den Ruinen der alten Hauptstadt Rabdantse und im neuen Kloster im Ort Rumtek.
Der königliche Palast von Sikkim liegt auf einem Hügel in Gangtok. Vorgestellt wird der gegenwärtige Herrscher und seine Familie mit ausgiebigem Bildmaterial der öffentlichen Aktivitäten. Aufnahmen im Inneren des Palastes vermitteln einen Eindruck von ihrem Lebensstil.
Das Ende des tibetischen Jahres wird mit einem großen Fest gefeiert. Die Vorbereitungen dazu und das Fest selbst, dessen Höhepunkt ein Maskentanz auf dem Palastgelände ist, nehmen das letzte Drittel des Filmes ein. Mit der symbolischen Verbrennung eines Schreins aus Stroh zur Beseitigung der Übel des vergangenen Jahres endet das Fest.

## Hintergrund
Es ist der einzige Dokumentarfilm Rays, der keine Persönlichkeit der indischen Kunst zum Thema hat. Die seltenen Aufnahmen im kleinen Königreich im Himalaya wurden vom damaligen Chogyal (Dharmakönig) Palden Thondup Namgyal und seiner Frau, der Amerikanerin Hope Cooke, in Auftrag gegeben. Ein Cousin Rays, der mit dem Paar befreundet war, lockte Ray mit der Versprechung eines gut bezahlten Urlaubs in den Bergen und künstlerischer Freiheit. Neben den von ihm bevorzugten poetischen Aufnahmen der Landschaft und Bevölkerung wurde Ray gezwungen, einen Teil des Films mit geschönten statistischen Informationen zu versehen und insbesondere die sikkimesische gegenüber der mehrheitlich nepalesischen Bevölkerung herauszustellen. Einige bemängelte Szenen mussten entfernt werden, nachdem er die erste Schnittfassung dem Chogyal und seiner Frau gezeigt hatte. Ab 1975, nach der indischen Annexion Sikkims, wurde die Aufführung des Films in Indien untersagt, da die Regierung eine Idealisierung des feudalen Staates befürchtete.
Der Film galt lange Zeit als verschollen. Es gab Gerüchte, dass Hope Cooke eine Kopie in einer US-amerikanischen Universität deponiert hätte. Im British Film Institute fand sich eine Fassung, die 2002 im National Film Theatre in London im Rahmen einer vollständigen Retrospektive der Filme Satyajit Rays erstmals zur öffentlichen Aufführung gelangte. 2003 übergab Richard Attenborough als Präsident der British Academy of Film and Television Arts eine Kopie des Films der US-amerikanischen Academy of Motion Picture Arts and Sciences.
Erst im Jahr 2010 hob die indische Regierung das Aufführungsverbot auf, nach nur einer öffentlichen Aufführung beim 16. Kolkata Film Festival 2010 wurden die beabsichtigten täglichen Vorführungen auf Betreiben des Art & Culture Trust of Sikkim durch eine untergerichtliche Entscheidung im einstweiligen Rechtsschutz gestoppt. Die offizielle Weltpremiere der restaurierten Fassung erfolgte am 6. April 2011 in Gangtok.